# オンダリビア
オンダリビア（バスク語: Hondarribia）またはフエンテラビーア（スペイン語: Fuenterrabía）は、スペイン・バスク州ギプスコア県のムニシピオ（基礎自治体）。公式名はバスク語表記のHondarribia。ギプスコア県の北東端に位置し、フランスとの国境となっているビダソア川河口部のチングディ湾を挟んで、フランス領土のアンダイエと向かい合っている。フランス語名はFontarrabie。

## 概要

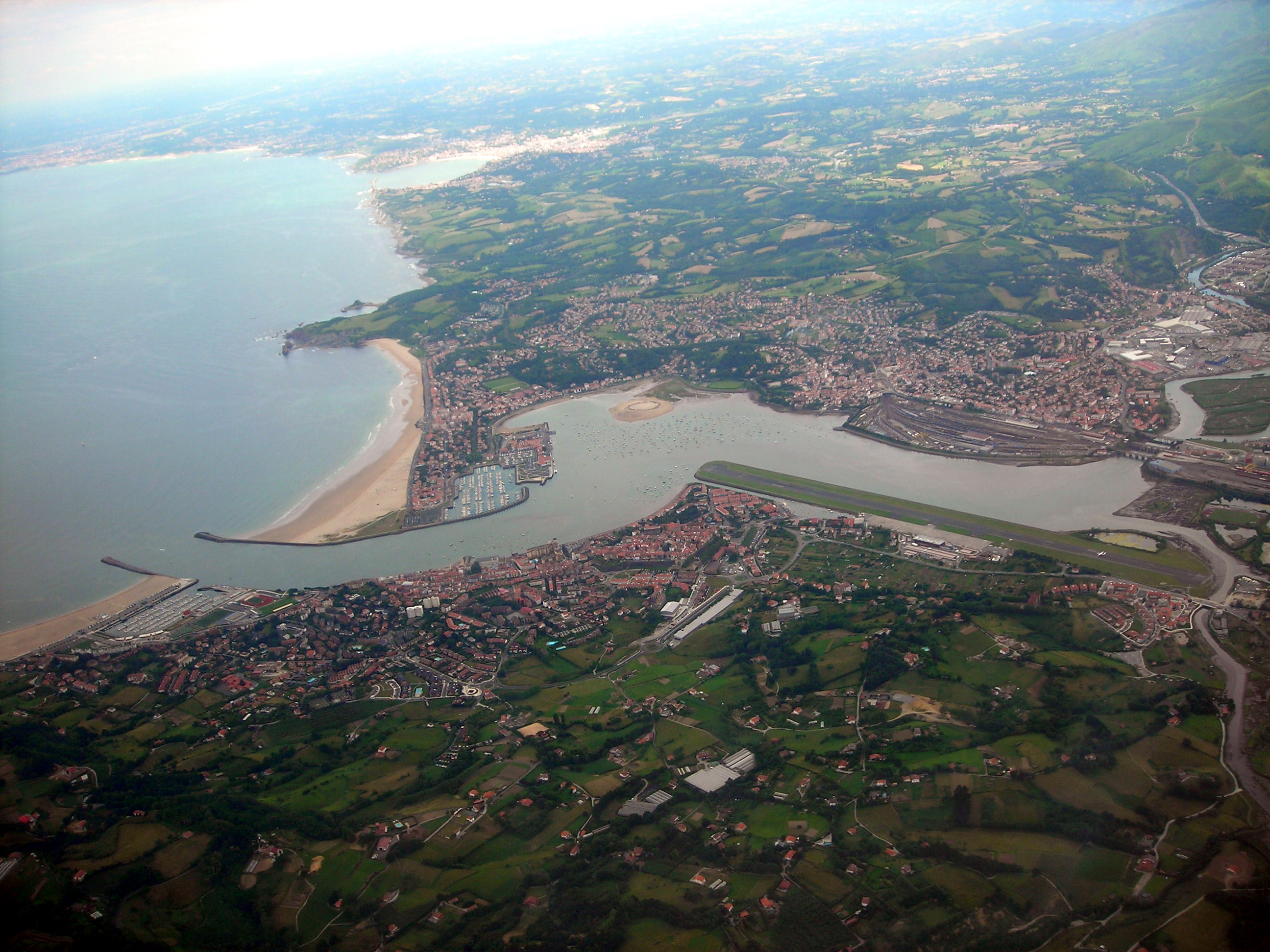
ビダソア河口。北がアンダイエ、南がオンダリビア

オンダリビアとは、バスク語で『砂の浅瀬』を意味する。
現在のオンダリビアへの人類の定住は、銅器時代から青銅器時代に始まったとみられる。ドルメンやストーンサークルが、ハイスキベル山周辺に点在しているからである。
村としてのオンダリビアへの定住は、1180年にナバーラ王サンチョ6世がサン・セバスティアンに特権を授与した際にUndarribiaの名で表されていることからわかっている。ナバーラ王はオンダリビア周辺で狩猟を行い、小さな居城も持っていた。その後、領有権はナバーラからカスティーリャ王国へ移り、カスティーリャ王アルフォンソ8世が1203年にサン・セバスティアンに特権を与えた。
元々オンダリビアの代官区はビダソア川からパサイアまで広がっていた。代官区内にはイルンやレンテリア、パサイアも含まれていたが、16世紀以降次々と分離された。
オンダリビアは、カスティーリャとナバーラ両国がどちらも征服を容易とする戦略的要所であった。また、ビダソア川の浅瀬に近接するために対フランスの戦略的要所でもあった。町は今も残る城壁で囲まれた要塞都市となり、歴史上幾度も包囲戦を経験した。
現在、オンダリビアは観光の町であり、サン・セバスティアン空港を域内に抱える。ゲタリアとともに、ギプスコア県内の重要な漁港も持つ。

## 政治

### 議会
| 政党                               | 2015   | 2015 | 2011   | 2011 | 2007   | 2007 |
| 政党                               | 得票率 | 議席 | 得票率 | 議席 | 得票率 | 議席 |
| バスク民族主義党 (EAJ-PNV)         | 52.45% | 10   | 36.28% | 8    | 31.67% | 6    |
| アボットサニッツ                   | 17.74% | 3    | -      | -    | -      | -    |
| エウスカル・エリア・ビルドゥ       | 10.66% | 2    | -      | -    | -      | -    |
| バスク社会党 (PSE-EE)              | 9.96%  | 1    | 9.66%  | 2    | 9.42%  | 2    |
| 国民党 (PP)                        | 5.25%  | 1    | 7.98%  | 1    | 7.29%  | 1    |
| ビルドゥ                           | -      | -    | 26.88% | 5    | -      | -    |
| アマイカバット (H1!)               | -      | -    | 8.52%  | 1    | -      | -    |
| アララール                         | -      | -    | 4.98%  | 0    | -      | -    |
| バスク統一左翼 (EB-B)              | -      | -    | 2.51%  | 0    | -      | -    |
| バスク連帯 (EA)                    | -      | -    | -      | -    | 21.38% | 4    |
| バスク民族主義行動 (EAE-ANV)       | -      | -    | -      | -    | 17.37% | 3    |
| バスク統一左翼/アララール (EB-B/A) | -      | -    | -      | -    | 6.94%  | 1    |

### 首長
| 任期      | 首長名                                                  | 政党 |
| --------- | ------------------------------------------------------- | ---- |
| 1979–1983 | Alfonso Manuel Oronoz Alkain                            |      |
| 1983–1987 | Alfonso Manuel Oronoz Alkain                            |      |
| 1987–1991 | Alfonso Manuel Oronoz Alkain                            |      |
| 1991–1995 | Alfonso Manuel Oronoz Alkain                            |      |
| 1995–1999 | Borja Jáuregui Fuertes                                  |      |
| 1999–2003 | Borja Jáuregui Fuertes                                  |      |
| 2003–2007 | Borja Jáuregui Fuertes(03-06) Aitor Kerejeta Cid(06-07) |      |
| 2007–2011 | Aitor Kerejeta Cid                                      |      |
| 2011–2015 | Aitor Kerejeta Cid                                      |      |
| 2015–2019 |                                                         |      |
| 2019–2023 | n/d                                                     | n/d  |
| 2023–     | n/d                                                     | n/d  |

## 人口
| オンダリビアの人口推移 1900－2010                       |
|                                                         |
| 出典:INE（スペイン国立統計局）1900年 - 1991年、1996年 - |

## 出身者
- ホセ・マリア・オラサバル - ゴルファー。
- ホセバ・ジョレンテ - サッカー選手。
- ウナイ・エメリ - サッカー選手・指導者。
- フアン・アロンソ - サッカー選手。
- ハビエル・ブストー - 作曲家。合唱指揮者。